# 维韦卡·林德福什
维韦卡·林德福什（瑞典語：Viveca Lindfors，1920年12月29日—1995年10月25日），女，瑞典演员。曾获得黄金时段艾美奖剧情类最佳女客串演员。